# رنگین‌خوان سینه‌بلوطی
رنگین‌خوان سینه‌بلوطی (نام علمی: Chlorophonia pyrrhophrys) نام یک گونه از سرده سهره‌های رنگین‌خوان است.